# David Nelson (Geistlicher)
David D. Nelson (* 24. September 1793 in Jonesborough, Tennessee; † 17. Oktober 1844 in Quincy, Illinois) war ein US-amerikanischer Schriftsteller, Geistlicher und Vertreter des Abolitionismus.
Nelson absolvierte die von Samuel Doak, einem bedeutenden Vertreter des Abolitionismus, geleitete Washington College Academy. Im Alter von 16 Jahren ging er nach Philadelphia und studierte dort am Medical College Medizin. Am Britisch-Amerikanischen Krieg 1812 nahm er als Militärarzt teil.
1825 wurde Nelson als presbyterianischer Geistlicher ordiniert und kehrte als Prediger nach Tennessee zurück. 1828 ging er nach Danville (Kentucky) und gründete 1831 in Palmyra (Missouri) das Marion College, ein theologisches Seminar, dessen Präsident er war. Er setzte sich immer wieder öffentlich gegen die Sklaverei und für die Ansiedlung der Schwarzen auf Farmen ein. Nachdem er die Sklavenhalter seiner Gemeinde aufgerufen hatte, ihre Sklaven freizulassen, und ein Anhänger der Sklaverei in Notwehr von einem Abolitionisten erstochen wurde, wurde Nelson im Mai 1836 von einem aufgebrachten Mob aus Missouri vertrieben und entkam auf einer tagelangen Flucht durch die Sümpfe des Mississippi nach Illinois, wo es keine Sklaverei gab.
Hier, in Quincy (Illinois), gründete er 1838 das Mission Institute, das christliche Missionare, die Gegner der Sklavenhaltung waren, für den Einsatz in Afrika und Westindien ausbildete. Er hielt in Illinois Vorträge gegen die Sklaverei, unterstützte entflohene Sklaven aus Missouri und war Angestellter der Home Missionary Society, zeitweise auch Vizepräsident der American Anti-Slavery Society. Er veröffentlichte mehrere Bücher, deren bekanntestes, Cause and Cure of Infidelity, 1841 erschien. Sein Gedicht The Shining Shore (My days are gliding swiftly by,/ And I, a pilgrim stranger/ Would not detain them as they fly,/ Those hours of toil and labor) wurde von George Frederick Root vertont.